# Tom Parlon
Tom Parlon (* 19. August 1953 im County Offaly) ist ein irischer Politiker und Verbandschef. Von 2002 bis 2007 war er Abgeordneter (Teachta Dála) im Dáil Éireann, dem Unterhaus des irischen Parlaments.

## Leben
Parlon studierte nach dem Schulabschluss Agrarökonomie am Gurteen College im County Tipperary und arbeitete als selbstständiger Landwirt. Ab 1991 war er Funktionär bei der Irish Farmers’ Association und von 1997 bis 2001 ihr Präsident. 2002 kandidierte er erfolgreich für die Progressive Democrats im Wahlkreis Laois–Offaly für einen Sitz im 29. Dáil Éireann. Am 19. Juni 2002 wurde Parlon von Taoiseach Bertie Ahern zum Staatsminister im Finanzministerium ernannt. Sein Aufgabenbereich umfasste unter anderem das Office of Public Works.
Im September 2006 wurde Tom Parlon Präsident der Progressive Democrats. Er gab das Amt aber schon 2007 wieder ab. Bei den Wahlen zum Dáil Éireann 2007 verlor die Partei nahezu alle Sitze, darunter auch Tom Parlon. Er erklärte, dass er auch nicht in den Seanad Éireann wechseln wolle. Damit schied er am 20. Juni 2017 auch aus dem Amt des Staatsministers aus. Parlon wurde zum Generaldirektor des Verbands der Irischen Bauindustrie ernannt. Am 30. Juni 2023 schied Parlon aus und übergab die Geschäfte an Hubert Fitzpatrick.

## Nachweise
1. ↑  Electionsireland.org: Tom Parlon
2. ↑  Irish Times: Tom Parlon to leave Construction Industry Federation at end of 2023
3. ↑  CIF welcomes Hubert Fitzpatrick as its new director general

| Personendaten    | Personendaten      |
| ---------------- | ------------------ |
| NAME             | Parlon, Tom        |
| KURZBESCHREIBUNG | irischer Politiker |
| GEBURTSDATUM     | 19. August 1953    |
| GEBURTSORT       | County Offaly      |